# Borșa (okręg Kluż)
Borșa – wieś w Rumunii, w okręgu Kluż, w gminie Borșa. W 2011 roku liczyła 1223 mieszkańców.